# アン・バクスター
アン・バクスター（Anne Baxter, 1923年5月7日 - 1985年12月12日）は、アメリカ合衆国インディアナ州出身の女優。

## 生涯
母方の祖父は建築家のフランク・ロイド・ライト（彼女の母親がライトの娘）。裕福な家庭に生まれ、10歳でヘレン・ヘイズの舞台を見て女優になることを決意し、11歳の時にニューヨーク州ウェストチェスター郡ブロンクスビルに移る。セオドラ・アーヴィン演劇学校でロシア出身の女優マリア・アウスペンスカヤに師事し演技の勉強をする。13歳の頃にはブロードウェイの舞台でデビューし、1940年には17歳で20世紀フォックスと契約し映画でもデビューを飾る。なおデビュー作の『20 Mule Team』は『レベッカ』のスクリーンテストを受けた結果、代わりに割り振られた役だった。

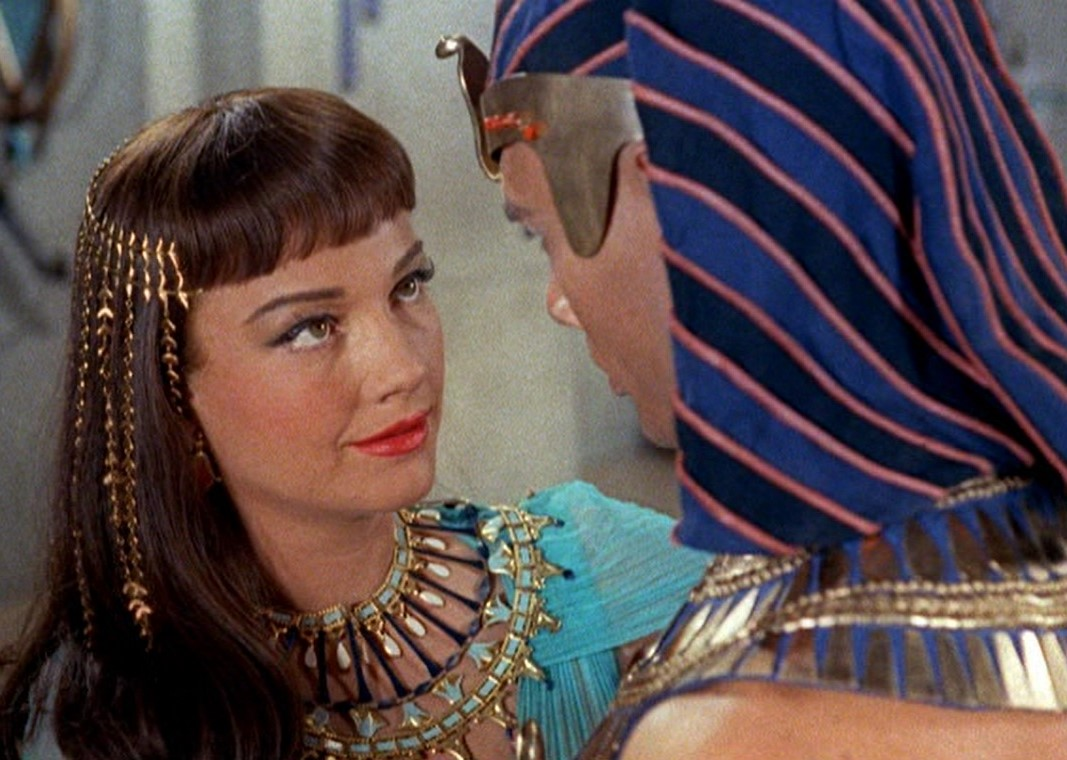
『十戒』（1956）
共演：ユル・ブリンナー

1941年の『スワンプ・ウォーター』、1942年の『偉大なるアンバーソン家の人々』での演技が高い評価を受け、ついに1946年の『剃刀の刃』でアルコール中毒症の娘を演じてアカデミー助演女優賞を受賞した。更に1950年の『イヴの総て』では、ベティ・デイヴィス演じる大女優マーゴ・チャニングを踏み台にのし上がる新人女優イヴ・ハリントンを演じて名実共に彼女の代表作となった。この作品では共演したベティ・デイヴィスと共にアカデミー主演女優賞にノミネートされるが逃した。その後はセシル・B・デミルの超大作『十戒』ではエジプトの王女ネフレテリを演じているが、次第に1960年代以降は舞台やテレビ出演が多くなった。
1971年にローレン・バコールの後を受けて、『イヴの総て』の舞台版『Applause』で今度はマーゴ役を演じ、思い出に自ら華を添えた。私生活では結婚が3度。2度目の結婚の際、オーストラリアの牧場主である夫に付き添って、1961年から数年間オーストラリアのキャトル・ステーションを生活の拠点を移した。1973年に『刑事コロンボ』シリーズの『偶像のレクイエム』では今はテレビにしか活躍していないかつての大女優ノーラ・チャンドラーという、実生活さながらの犯人を演じる。1976年には自伝を発表し、批評家から絶賛される。
衣装デザイナーのイーディス・ヘッドと親しく、ヘッドが亡くなった時にはバクスターの娘が彼女の持っていた宝石のコレクションを譲り受けたという。なお『偶像のレクイエム』にヘッドが本人役で出演している。
1985年12月12日、脳動脈瘤のため死去。62歳没。

## 主な出演作品
| 公開年 | 邦題 原題                                                         | 役名                         | 備考                                                           |
| ------ | ----------------------------------------------------------------- | ---------------------------- | -------------------------------------------------------------- |
| 1940   | スワンプ・ウォーター Swamp Water                                  | ジュリー                     |                                                                |
| 1942   | 偉大なるアンバーソン家の人々 The Magnificent Ambersons            | ルーシー                     |                                                                |
| 1943   | 潜航決戦隊 Crash Dive                                             | ジェーン・ヒューイット       |                                                                |
| 1943   | 熱砂の秘密 Five Graves to Cairo                                   | Mouche                       |                                                                |
| 1943   | 北極星コルホーズ The North Star                                   | マリナ                       |                                                                |
| 1945   | ロイヤル・スキャンダル A Royal Scandal                            | アンナ                       |                                                                |
| 1946   | 地獄から来た天使/肩の上の天使 Angel on myshoulder                 | バーバラ・フォスター         |                                                                |
| 1946   | 剃刀の刃 The Razor's Edge                                         | ソフィー・マクドナルド       | アカデミー助演女優賞 受賞 ゴールデングローブ賞 助演女優賞 受賞 |
| 1948   | 幸福の森 The Luck of the Irish                                    | ノラ                         |                                                                |
| 1948   | 廃墟の群盗 Yellow Sky                                             | メエ                         |                                                                |
| 1948   | 帰郷 Homecoming                                                   | ペニー・ジョンソン           |                                                                |
| 1950   | 彼女は二挺拳銃 A Ticket to Tomahawk                               | キット・ドッジJr             |                                                                |
| 1950   | イヴの総て All about Eve                                          | イヴ                         |                                                                |
| 1952   | 人生模様・最後の一葉 O. Henry's Full House                        | ジョアンナ・グッドウィン     |                                                                |
| 1953   | 私は告白する I Confess                                            | ルース・グランドフォート     |                                                                |
| 1953   | 青いガーディニア The Blue Gardenia                                | ノラ・ラーキン               |                                                                |
| 1954   | カーニバルの女 Carnival Story                                     | ウィリー                     |                                                                |
| 1955   | 暴力には暴力だ! The Spoilers                                      | チェリー                     |                                                                |
| 1956   | 十戒 The Ten Commandments                                         | ネフレテリ                   |                                                                |
| 1956   | 三人のあらくれ者 Three Violent People                             | ローナ・ハンター・サンダース |                                                                |
| 1958   | 生きていた男 Chase a Crooked Shadow                               | キンバリー・プレスコット     |                                                                |
| 1960   | 17年目の恋の季節 Summer of the Seventeenth Doll                   | オリーヴ                     |                                                                |
| 1960   | シマロン Cimarron                                                 | ディキシー・リー             |                                                                |
| 1962   | 荒野を歩け Walk On The Wild Side                                  | テレシナ                     |                                                                |
| 1965   | 底抜け男性No.1 The Family Jewels                                  | 映画の中の女優               | クレジットなし                                                 |
| 1967   | 間抜けなマフィア The Busy Body                                    | マーゴ・フォスター・カーン   |                                                                |
| 1967   | 太陽の流れ者 Stranger on the Run                                  | ヴァルヴェルダ・ジョンソン   | テレビ映画                                                     |
| 1970   | チャレンジャー The Challengers                                    | ソフィー・ヨーク             | テレビ映画                                                     |
| 1970   | 悪の祭典 Ritual of Evil                                           | ジョリーン                   | テレビ映画                                                     |
| 1971   | 愚者の行進 Fools' Parade                                          | クレオ                       |                                                                |
| 1973   | 刑事コロンボ・偶像のレクイエム Requiem for a Falling Star         | ノーラ・チャンドラー         | テレビシリーズ第14話                                           |
| 1976   | マネー・チェンジャース/銀行王国 Arthur Hailey's the Moneychangers | エドウィナ                   | テレビ・ミニシリーズ                                           |
| 1978   | リトル・モー Little Mo                                            | ジェサミン                   |                                                                |
| 1980   | マンハッタンのジェイン・オースティン Jane Austen in Manhattan     | リリアナ                     |                                                                |
| 1981   | エデンの東 East of Eden                                           | フェイ                       | テレビ・ミニシリーズ                                           |

## 受賞歴

### アカデミー賞
受賞
1947年 アカデミー助演女優賞:『剃刀の刃』
ノミネート
1951年 アカデミー主演女優賞:『イヴの総て』

### ゴールデングローブ賞
受賞
1947年 助演女優賞:『剃刀の刃』